# Роздратований
Роздратований (англ. Indiscreet) — британський романтичний фільм 1958 року режисера Стенлі Донена, в якому головні ролі грають Інґрід Берґман і Кері Ґрант. Кінострічка створена на основі п'єси Нормана Красни 1954 року.

## Сюжет
Анна Кальман (Інґрід Берґман) — відома театральна акторка, яка домоглася слави в театрі, але ще не знайшла щастя в особистому житті. Сестра знайомить її з імпозантним, забезпеченим Філіпом Адамсом (Кері Ґрант), який не хоче зв'язувати себе обов'язками одруженого, хоч і не цурається жінок. З першого погляду вони відчули взаємну симпатію один до одного та їх роман бурхливо розвивається. Все йде чудово, поки Філіпові не запропонували підвищення на службі з умовою негайного від'їзду до Нью-Йорку на пів року …

## Ролі виконують
- Кері Ґрант — Філіп Адамс
- Інґрід Берґман — Анна Кальман
- Сесіл Паркер — Альфред Мансон
- Філіс Калверт — Маргарет Мансон
- Дейвід Косов — Карл Бенкс
- Мегс Дженкінс  — Доріс Бенкс

## Навколо фільму
- В час підбору акторів Кері Грант був у третьому зі своїх п'яти шлюбів, а Інґрід Бергман переживала скандал після її перелюбних стосунків з італійським режисером Роберто Росселліні.
- Сцена, в якій гляда бачить на екрані Кері Гранта та Інгрід Бергман одночасно в їх двох ліжках, була сфільмована в студії одночасно двома звукооператорами та двома операторами двома камерами на двох ліжках, з синхронізацією їхніх дій.
- Після закінчення зйомок Кері Грант придбав автомобіль Анни Кальман — Rolls-Royce Silver Wraith випуску 1958 року, вартість якого на той час становила 23000 доларів (понад 209000 доларів у 2020 році).